# Bunker in Güstrow-Priemerburg
Bunker in Güstrow-Priemerburg este o arie protejată (arie specială de conservare — SAC, sit de importanță comunitară — SCI) din Germania întinsă pe o suprafață de 62 ha, integral pe uscat.

## Localizare
Centrul sitului Bunker in Güstrow-Priemerburg este situat la coordonatele 53°46′57″N 12°17′23″E / 53.7825°N 12.2897°E.

## Înființare
Situl Bunker in Güstrow-Priemerburg a fost declarat sit de importanță comunitară în aprilie 2004 pentru a proteja 2 specii de animale. Situl a fost protejat și ca arie specială de conservare în august 2016.

## Biodiversitate
Situată în ecoregiunea continentală, aria protejată conține 2 habitate naturale: Lacuri eutrofice naturale cu vegetație de tip Magnopotamion sau Hydrocharition, Păduri de fag Asperulo-Fagetum.
La baza desemnării sitului se află mai multe specii protejate de  mamifere (2): liliac de iaz (Myotis dasycneme), liliac comun (Myotis myotis)